# Véhicule blindé Bushmaster
Pour les articles homonymes, voir Bushmaster.
Le véhicule blindé Bushmaster (en anglais : Bushmaster Protected Mobility Vehicle) est un véhicule militaire blindé construit par la filiale australienne du groupe industriel français Thales.
Le véhicule de transport de troupes sur roues, que les Australiens nomment Infantry Mobility Vehicle, est construit en Australie, initialement conçu par la société irlandaise Timoney Technology Ltd. dans le cadre d'un accord de licence signé avec Perry Engineering, à Adelaïde (Australie). La licence sera ensuite cédée à Thales Australia, avec l'accord de Timoney, conformément aux clauses contractuelles régissant les cessions de licence. Après des essais réalisés en 1998, le Bushmaster est choisi par les Forces armées australiennes afin de répondre aux besoins du projet Bushranger. Ce choix conduira au développement de diverses variantes par Thales Australia, à Bendigo.
Un contrat est par ailleurs signé avec le constructeur américain Oshkosh Corporation pour assurer le support de ce véhicule et sa commercialisation éventuelle aux États-Unis, dans la perspective d’une commande passée par le département de la Défense. Le Bushmaster est actuellement en service auprès de plusieurs forces armées dans le monde : les armées de terre et de l'air australiennes, l'armée de terre royale néerlandaise et l'armée de terre britannique.

## Conception
Le Bushmaster a pour vocation d'assurer le transport des troupes d'infanterie en sécurité, avant que les combattants ne quittent le véhicule pour mener à bien leur mission sur le terrain. Le Bushmaster ne bénéficiant que d'un blindage léger, le terme anglais Infantry Mobility Vehicle (IMV) pour « véhicule de transport d'infanterie » est utilisé pour le distinguer d'un Armoured Personnel Carrier (APC), un véhicule blindé plus lourd sur chenilles ou sur roues, comme le Pandur, qui correspond davantage à ce que l'on nomme en français un véhicule blindé de transport de troupes (VBTT).
Le Bushmaster est optimisé pour les opérations dans le Nord de l'Australie, et peut transporter jusqu’à neuf soldats avec leur équipement, du carburant et des réserves pour trois jours, en fonction du modèle considéré. Le véhicule est climatisé et il est initialement prévu de le doter d'un système d'eau potable réfrigérée, projet qui sera abandonné en cours de production pour des raisons budgétaires. Après de nombreuses récriminations en opération, l'installation de ce système d'eau réfrigérée est à nouveau envisagée.
La version transport de troupes est équipée à l’avant d’un affût circulaire permettant d’accueillir une mitrailleuse de calibre 5,56 ou 7,62 mm. Les deux écoutilles arrière sont équipées chacune d’une structure d’affût pivotant permettant d’installer une mitrailleuse de 5,56 mm.
Le Bushmaster est un véhicule protégé contre les mines qui offre un haut niveau de protection grâce notamment à sa caisse monocoque en V qui permet de dévier la puissance de la déflagration vers l’extérieur du véhicule, afin d’en protéger les occupants. Son blindage assure une parfaite protection contre les armes légères, jusqu’au calibre 7,62 mm.
Le Bushmaster est aérotransportable, à bord d’un Hercule C-130 ou d’un Globemaster III C-17.

## Variantes

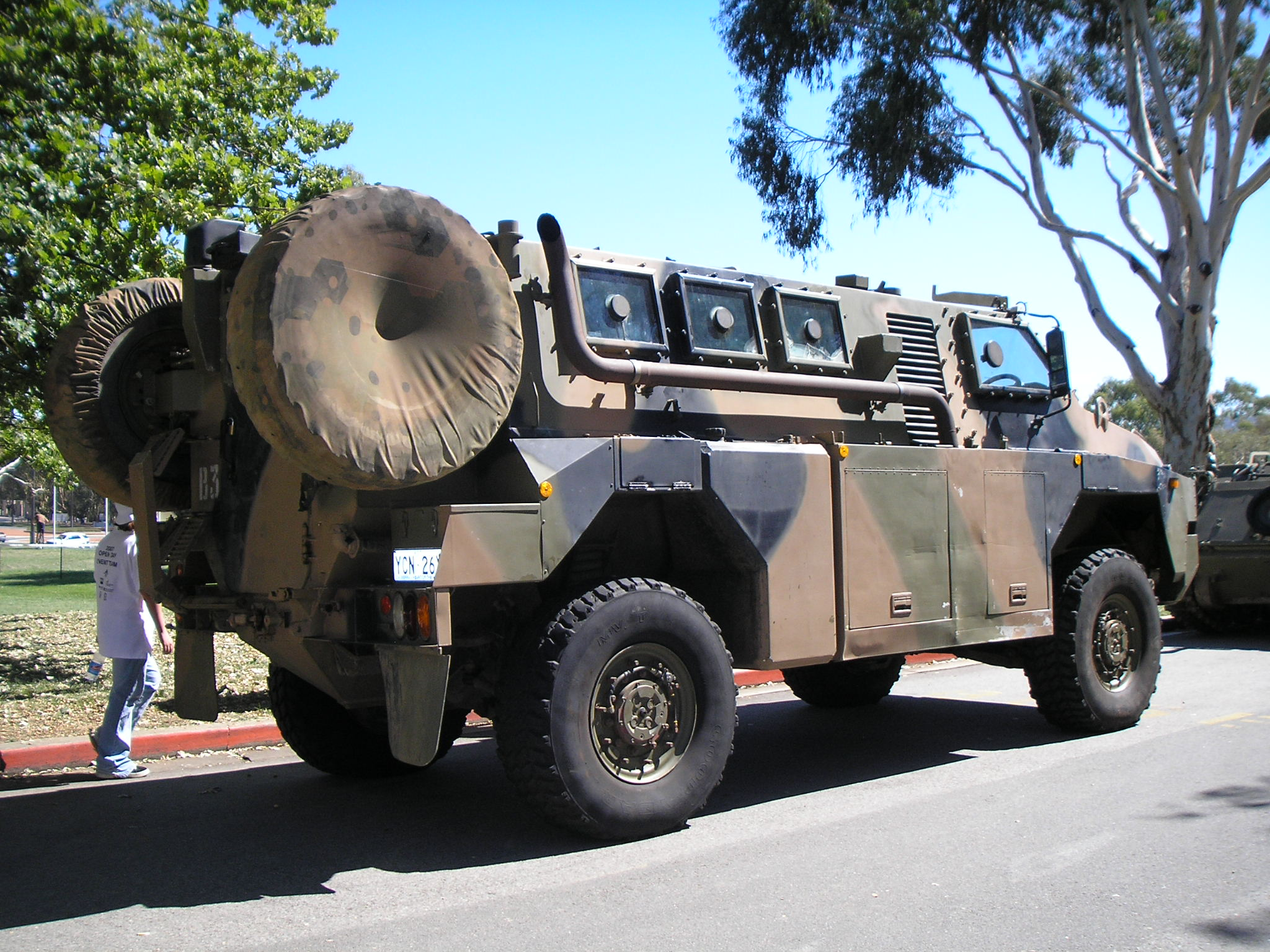
Bushmaster en préproduction.

Six variantes de base sont actuellement en production pour le compte de l’armée de terre et des forces aériennes (RAAF) australiennes :
- transport de troupes (VTT) ;
- poste de commandement (PC) ;
- génie ;
- porte-mortier ;
- conduite des tirs ;
- ambulance.

La version transport de troupes utilisée par la Royal Australian Air Force était initialement différente de la variante utilisée par les forces terrestres, puisqu’elle comportait dix places pour les fantassins, et un troisième poste de fixation pour système d’armes. Toutes les variantes destinées au transport de troupes comportent aujourd’hui dix places.
Thales Australia a développé une variante civile du Bushmaster pour lutter contre les incendies, et notamment les feux de forêt, baptisée FireKing, ainsi qu’une variante militaire de transport de fret baptisée Armoured Combat Support Vehicle (ACSV) (véhicule blindé d’appui tactique). Thales Australia continue de développer de nouvelles variantes du Bushmaster, comme l’ACSV Copperhead.
Selon l’Australian National Audit Office, en 2000, le prix unitaire des véhicules Bushmaster variait légèrement en fonction des modèles, allant de 562 878 AUD (dollars australiens) pour le modèle de transport de troupes à 589 182 AUD pour la version ambulance.

## Le Bushmaster en Australie
Compte tenu du rôle et des caractéristiques de ce véhicule, l’Armée de Terre australienne  désigne les unités d’infanterie équipées du Bushmaster comme étant des unités d’infanterie motorisées, et non pas mécanisées. Au terme d’une période de développement quelque peu cahotante, 299 véhicules Bushmaster ont été commandés par le Wheeled Manœuvre Systems Program Office de la Defence Materiel Organisation pour le compte de l’Australian Defence Force (370 exemplaires avaient été commandés dans un premier temps). Les livraisons du Bushmaster ont débuté en 2005 (avec trois ans de retard sur le calendrier initial) avec une date butoir fixée à juillet 2007. Les livraisons de la variante transport de troupes (152 exemplaires) ont pris fin le 7 juin 2006. Les livraisons de la variante PC ont pris fin mi-2006, suivies par les autres variantes.
En décembre 2006, le ministre australien de la Défense annonçait que la commande de l’Australie en faveur du Bushmaster allait être élargie, et que plus de 400 véhicules seraient finalement livrés. Ce chiffre allait être confirmé à l’occasion d’une annonce ultérieure, portant à 443 exemplaires le nombre de véhicules effectivement commandés. En août 2007, 250 exemplaires supplémentaires étaient commandés, portant à 696 le nombre total de véhicules, toutes configurations confondues, destinés aux forces de défense australiennes (ADF).
Cette commande a encore été augmentée en octobre 2008 à 737 véhicules pour l' Australian Defence Force. Le 12 mai 2011, le gouvernement australien a annoncé l'achat de 101 Bushmasters supplémentaires, afin de remplacer les véhicules endommagés lors des opérations et de fournir des véhicules supplémentaires pour la formation et l'utilisation opérationnelle. Une nouvelle commande de 214 véhicules a été annoncée en juillet 2012. Le nombre de Bushmasters australiens commandés est alors de 1 052.
La South Australian Forestry Corporation (ForestrySA), l’organisme chargé de la gestion des ressources et activités forestières, a pour sa part commandé 15 variantes FireKing. Les livraisons du FireKing à cet organisme ont pris fin en novembre 2005.

### Australian Defence Force

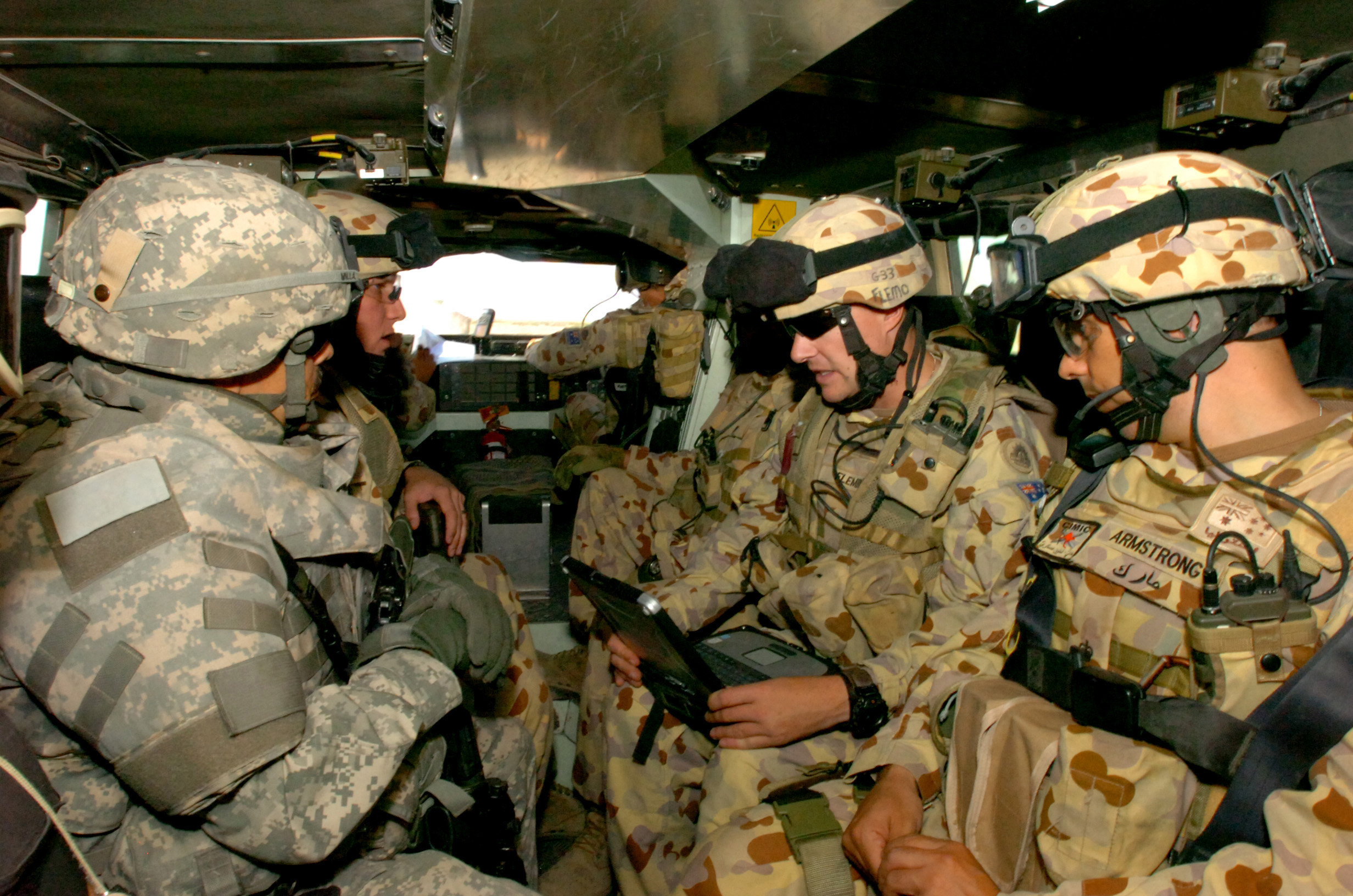
Soldats américains et australiens à l'intérieur d'un Bushmaster.

La majeure partie des Bushmaster australiens est attribuée à l’armée de Terre, bien que 12 véhicules soient affectés aux Airfield Defence Guards, au sein de la Royal Australian Air Force.
Le Bushmaster est mis en œuvre auprès des unités suivantes :
- Escadron B, 3e/4e Régiment de Cavalerie, (3e brigade)
- 5e bataillon, Royal Australian Regiment (Appui uniquement), (1re brigade)
- 7e bataillon, Royal Australian Regiment (Appui uniquement), (1re brigade)
- 6e bataillon, Royal Australian Regiment, (7e brigade)
- 8e/9e bataillon, Royal Australian Regiment (7e brigade)
- 7e Bataillon d’appui logistique au combat, (7e Brigade)
- 12e/16e Hunter River Lancers (un escadron), (Unité de l’Army Reserve)
- Centre de formation au combat
- Centre de formation logistique de l’armée de Terre

Les 8e/9e bataillons, Royal Australian Regiment recevront les Bushmaster supplémentaires commandés en décembre 2006 en 2008.
Le Bushmaster est également en service auprès des escadrons de sécurité de l’Airfield Defence intégrés à la RAAF
- Airfield Defence Squadron No.1
- Airfield Defence Squadron No.2

Chaque ADS (Airfield Defence Squadron) est équipé de six Bushmaster.
L’escadron de combat motorisé du Centre de formation au combat de l’armée de Terre assure la formation initiale des conducteurs de Bushmaster de l’armée de Terre et de l’armée de l’Air. La formation à la maintenance est assurée par le Centre de formation logistique de l’armée de Terre.

## Historique opérationnel
Véhicules Bushmaster en Afghanistan

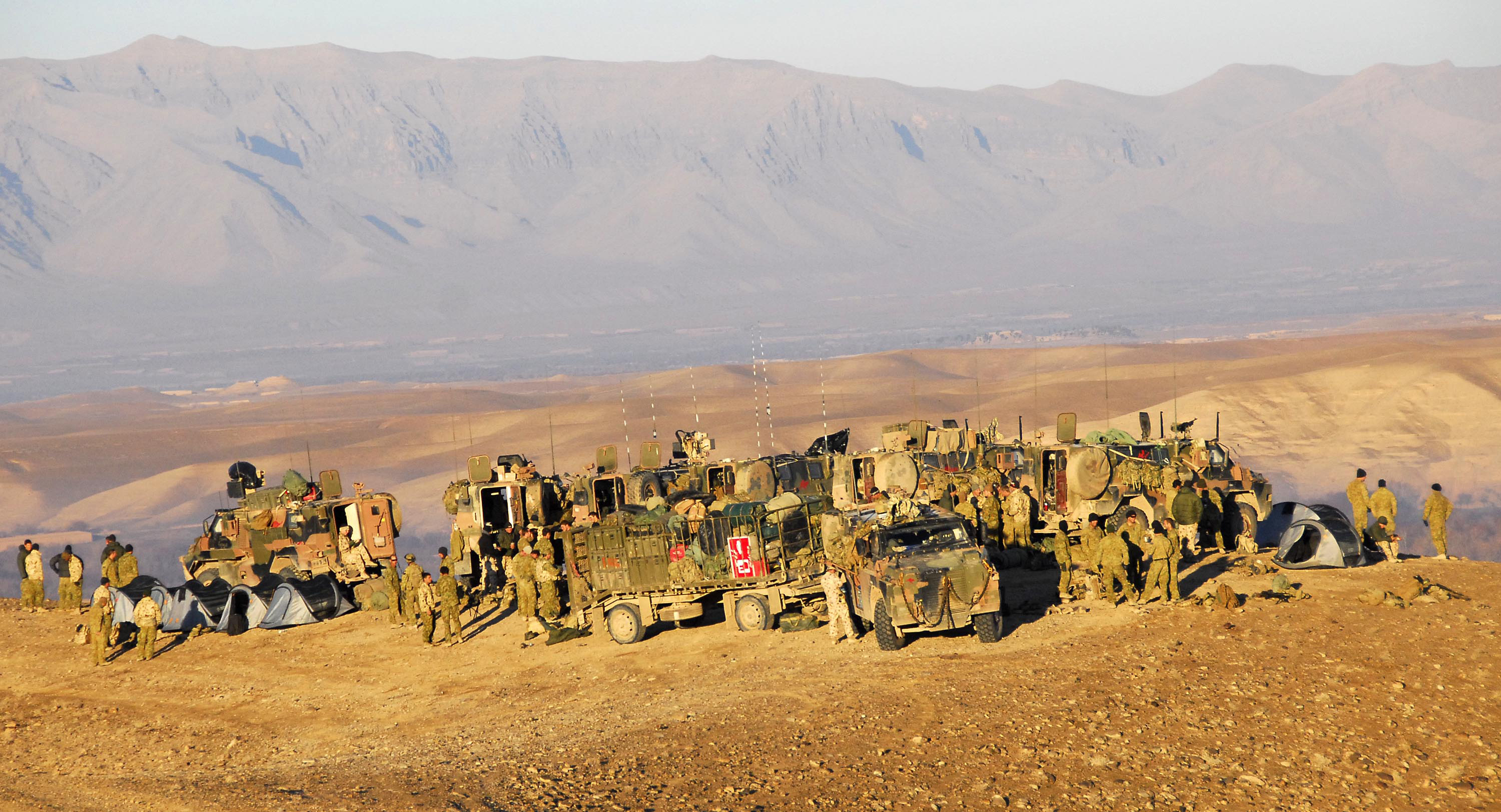
Un campement de soldats australiens utilisant le Bushmaster en Afghanistan, en janvier 2010.

Jusqu’à ce jour, les Bushmaster australiens ont été déployés à l’occasion de cinq opérations :
- deux prototypes ont été déployés au Timor oriental en 1999 afin de procéder à des essais et pour assurer la protection de VIP ;
- dix Bushmaster ont été déployés en Irak en mai 2005 avec le Al Muthanna Task Group. Cette force d’intervention, rebaptisée Overwatch Battle Group (West), a utilisé 19 Bushmaster en septembre 2006 ;
- un petit nombre de Bushmaster a été affecté en Afghanistan à l’Australian Special Forces Task Group depuis son redéploiement en septembre 2005 ;
- une compagnie du 6e bataillon du Royal Australian Regiment a été équipée de véhicules Bushmaster dans le cadre de sa mission de sécurité pendant les Jeux du Commonwealth 2006 ;
- la Reconstruction Task Force déployée en Afghanistan depuis août 2006 est équipée de plusieurs Bushmaster.

Bien qu’une évaluation complète et indépendante des performances offertes par le Bushmaster à l’occasion de ces opérations ne soit pas encore disponible, les communiqués de presse diffusés par le ministère australien de la Défense, et les services de presse de l’armée de Terre, mettent en avant la réussite de ces véhicules sur le terrain. Le haut niveau de confort qu’offre le Bushmaster, tant pour l’équipage que pour les soldats embarqués à bord, a notamment été très apprécié en Irak.
En septembre 2006, le ministère australien de la Défense annonçait la modification de sa flotte de Bushmaster, en réponse aux critiques formulées par les soldats australiens stationnés en Irak et en Afghanistan. Ces critiques portent notamment sur la position du tireur du véhicule, trop exposé au feu de l’ennemi, et à l’absence de système d’eau potable réfrigérée [20]. Les modifications incluront l’installation d’un système d’arme télécommandé CROWS  sur au moins quelques exemplaires du Bushmaster, et l’amélioration du système de réfrigération de l’eau potable. Des postes de tir protégés ont été installés début 2007 sur les véhicules déployés en Irak et en Afghanistan. L’équipe chargée de l’installation se composait de personnels du projet Bushranger et de l’armée de Terre, et les modifications ont été réalisées sur place.

## Export
Thales Australia commercialise le Bushmaster à l’export. Le véhicule a fait l’objet d’essais menés par les Émirats arabes unis et a été présenté à divers prospects à l’occasion de différents salons professionnels. Le Bushmaster a notamment été proposé à l’Espagne, et pourrait également être proposé à l’Irak. En 2014, les armées de terre néerlandaise, britannique et japonaise sont les seuls clients export du Bushmaster. Plus d'un millier de véhicules ont été construits à cette date.

### Utilisateurs

#### Pays-Bas
En juillet 2006, le gouvernement néerlandais annonçait l’acquisition urgente de 25 Bushmaster destinés à équiper les unités de l’armée de Terre royale néerlandaise opérant en Afghanistan. En raison de l’urgence de cet approvisionnement, ces véhicules ont été prélevés sur des stocks de l’armée de Terre australienne. Des Bushmaster supplémentaires seront fabriqués pour remettre à niveau les stocks australiens. 23 Bushmaster ont été livrés directement aux unités néerlandaises déployées en Afghanistan à partir du 28 août. Les deux autres véhicules ont été transportés aux Pays-Bas où ils seront utilisés pour la formation. Douze Bushmaster ont été équipés d’un poste de tir télécommandé Thales SWARM, avant d’être livrés.

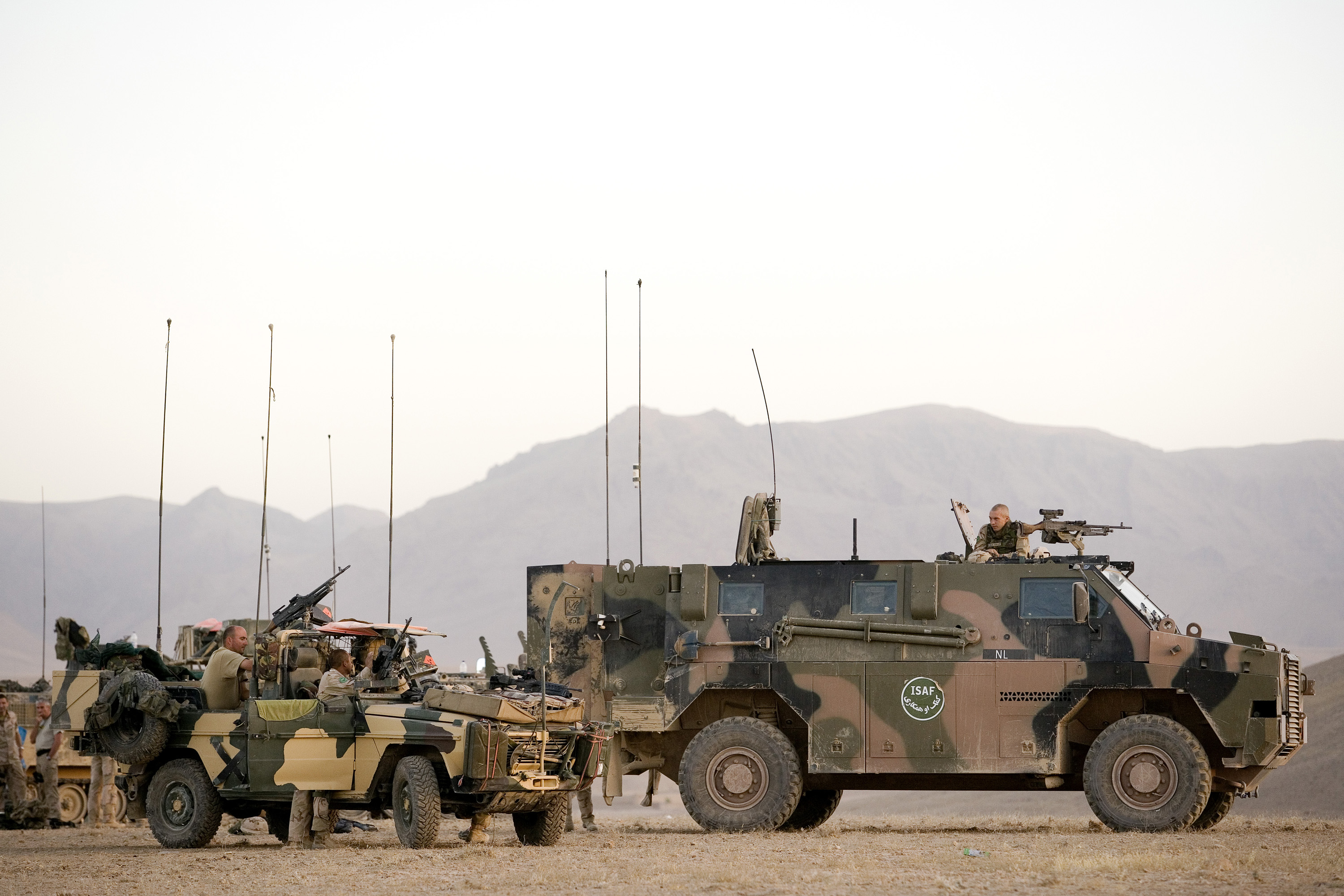
Pause d'un Bushmaster néerlandais du de Limbourg, en Afghanistan avec des forces locales, en 2007. Dans le cadre du programme softknock, il recherche des engins explosifs improvisés.

Le 9 juillet 2007, la société Electro Optic Systems Holdings Limited se voyait attribuer un contrat de 5,8 millions de dollars australiens pour la fourniture de systèmes d’armes télécommandés destinés à être mis en œuvre par les forces armées néerlandaises. Ce contrat a été attribué à EOS par Thales Australia, pour équiper les véhicules blindés Bushmaster fabriqués par Thales pour les Pays-Bas. La commande correspondante porte sur dix-sept postes de tir télécommandés CROWS. Le premier système de ce type est entré en service opérationnel en août 2007.
Le 20 septembre 2007, au cours d’un engagement avec les Talibans, un jeune soldat néerlandais, âgé de 20 ans, était tué au combat. Sa dépouille a été évacuée dans un Bushmaster qui allait être attaqué par l’ennemi au moyen d’armes de petit calibre, de mortiers et lance-roquettes. Le véhicule a subi plusieurs impacts, mais aucun des soldats présents à bord n’a été blessé. Le véhicule étant immobilisé sous le feu de l’ennemi, les soldats embarqués ont été contraints de l’abandonner. Toute opération de récupération de ce véhicule s’avérant impossible, le véhicule sera finalement détruit par un hélicoptère Apache néerlandais. Les troupes ont été transportées hors de la zone dangereuse par un deuxième Bushmaster.
Le 19 octobre 2007, au cours d’un accrochage entre une patrouille néerlandaise et des Talibans, un véhicule Bushmaster était touché par un engin explosif improvisé. Aucun des soldats embarqués n’a été blessé, mais l’engin explosif a endommagé l’avant du Bushmaster et le véhicule a dû être acheminé vers la base néerlandaise de Kamp Holland, pour y être réparé.
Les Pays-Bas ont commandé des Bushmaster supplémentaires à plusieurs reprises, en 2007 et 2008[réf. nécessaire]. Le 20 novembre 2007, le ministère néerlandais de la Défense annonçait l’acquisition de dix nouveaux Bushmaster destinés à remplacer les deux véhicules endommagés et les deux qui avaient été détruits, ainsi qu’un véhicule blindé Patria détruit dans la province d’Uruzgan. L’un des nouveaux véhicules sera expédié aux Pays-Bas où il servira à la formation des équipages, le reste ira directement en Afghanistan. Les Néerlandais ont commandé treize autres Bushmaster en juin 2008, ce qui porte leur commande totale à 49 exemplaires. À cette date, six Bushmaster des forces néerlandaises avaient été détruits en Afghanistan.
En janvier 2009 était commandé un lot supplémentaire de neuf véhicules qui seront équipés de caméras, de capteurs et d’une pince de préhension pour détecter et détruire les engins explosifs improvisés (IED). Quatorze autres Bushmaster ont été commandés en juin 2009. En août 2009, était passée une commande supplémentaire pour 14 véhicules, portant le total de la commande des Pays-Bas à alors 86 unités.

#### Grande-Bretagne
La Grande-Bretagne a acquis vingt-quatre Bushmaster en mai 2008. La plupart des véhicules seront utilisés par l’armée de Terre britannique en Irak.
En raison du grand risque d'engin explosif improvisé, ils ont pour la plupart été dotés de kit de brouillage anti IED.

#### Japon
Début 2014, le gouvernement japonais annonçait vouloir acquérir 10 Bushmaster pour la Force terrestre d'autodéfense japonaise  pour un montant de 10 millions de dollars. Le 7 avril 2014, c'est finalement 8 véhicules qui sont achetés pour une livraison en 2016.

#### Nouvelle-Zélande
Plusieurs véhicules équipent depuis les années 2010 les SAS néo-zélandais.
En juillet 2020, une commande de 102,9M$ NZD (60 M€)  permet l’achat de 43 Bushmaster NZ 5.5 déclinés en cinq versions livrables en 2022.

#### Ukraine
En avril 2022, à la suite de l'invasion de l'Ukraine par la Russie, l'Australie a procédé à un don de 20 Bushmaster (dont 2 en version ambulance),.
Le don d'un second lot de 20 véhicules a été annoncé en mai 2022. Un lot de 20 est annoncé le 4 juillet.

### Prospections

#### États-Unis
Thales s’est associé au constructeur américain de camions et poids lourds Oshkosh pour commercialiser le Bushmaster aux États-Unis. Fin juin 2007 était diffusée une annonce prématurée selon laquelle le ministère américain de la Défense était sur le point de passer commande de 1 500 véhicules, dans le cadre de son programme de véhicules de combat blindés MRAP résistants aux mines. Cette commande ne sera toutefois jamais confirmée dans les faits et le Bushmaster sera officiellement rayé de la liste des prétendants le 7 août 2007.

#### Espagne
En août 2008 étaient diffusées des informations selon lesquelles le gouvernement espagnol se « montrerait très intéressé par le Bushmaster ». Il n'y a pas eu de suite donnée.

#### France
En 2009, il a été indiqué que le Bushmaster pourrait être mis en compétition pour le programme de remplacement du VAB (véhicule de l'avant blindé), sous le nom de Broussard. Dans cette compétition, le Bushmaster sera opposé à la version simplifiée du VBCI de Nexter et au AMC (Armoured Multirol Carrier) de Renault. 2300 véhicules sont requis. Mais en 2014, le ministère de la Défense confie le développement du VBMR à Nexter, Thales, et Renault Trucks Defense qui ont annoncé leur volonté de collaboration dès 2011,.
Le VBMR "Griffon" est finalement présenté par l'Armée de terre en fin d'année 2014. Sa ressemblance avec le Bushmaster est frappante malgré la propulsion (6x6 contre 4x4) qui varie.
Dans le cadre du programme SCORPION, il est question de commander 358 VBMR « légers », des véhicules tactiques polyvalents de type 4×4 d’environ 12 tonnes, dotés d’un tourelleau téléopéré armé d’une mitrailleuse de 12,7 ou de 7,62 mm. Le prix de ces engins, notamment destinés aux unités de renseignement, doit être compris entre 500.000 et 700.000 euros.
Une demande d’informations (RFI) est émise par le ministère de la Défense pour cette acquisition. La date limite pour la remise des dossiers est fixée au 6 juin 2016. Trois industriels y répondent, Thales, Nexter et Renault Trucks Defense.
Thales propose à nouveau le Bushmaster, Renault Trucks Defense pense au ACMAT Bastion et Nexter propose une version 4×4 de son véhicule blindé Titus, basé sur un châssis fourni par le Tchèque Tatra. C'est cette dernière offre qui est retenue en  novembre 2017.